# Louis Léopold Djiet
Louis-Léopold Nédoa Djiet, né en 1905 et mort le 1er décembre 1986, est un homme politique kanak de Bourail, en Nouvelle-Calédonie.

## Biographie

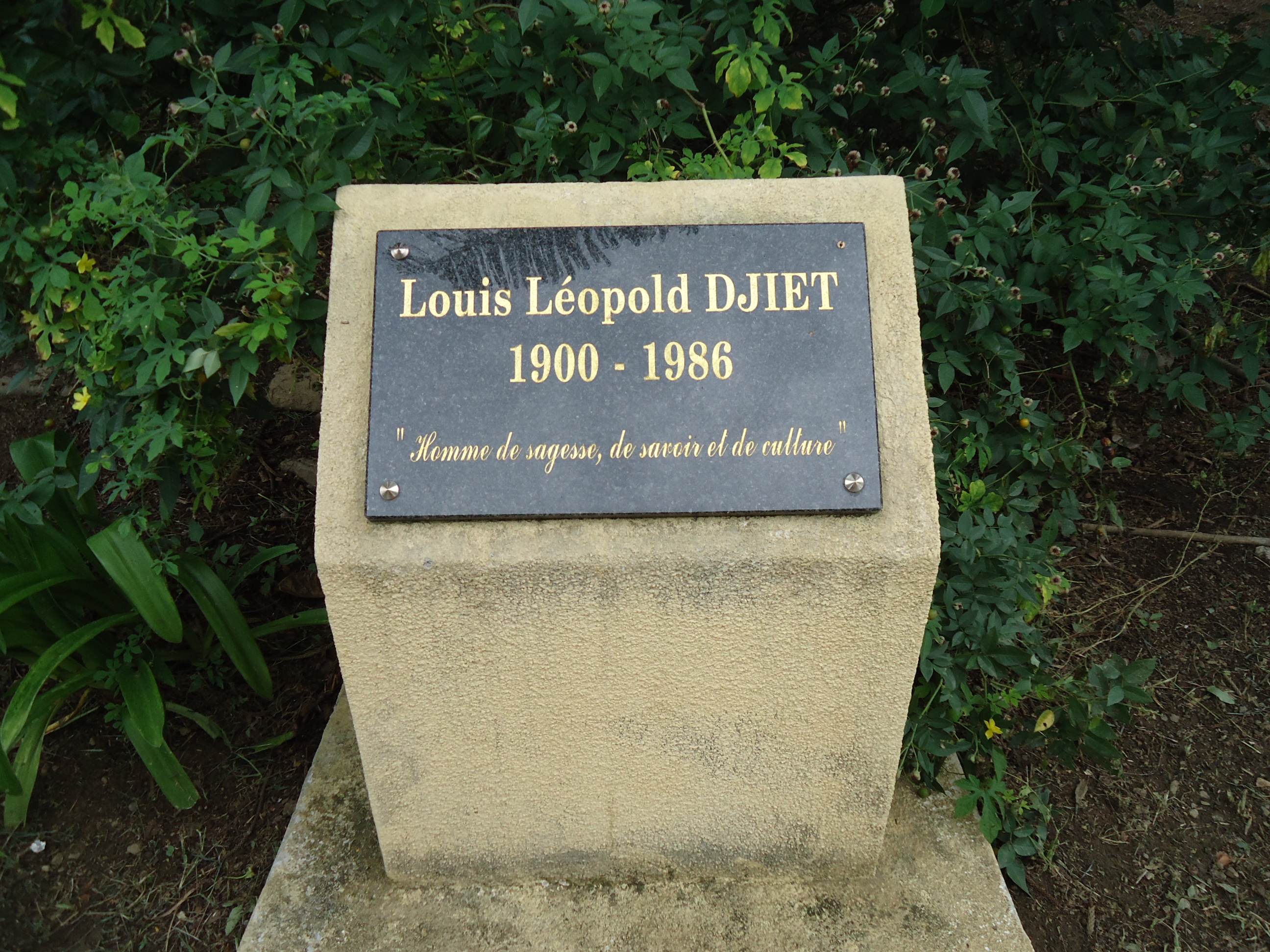
Stèle de Louis-Léopold Djiet dans le collège du même nom

Louis-Léopold Nédoa Djiet est né à la tribu de Pothé mais a toujours vécu un peu à l'écart de Borégahou sur la route transversale qui conduit à Bouirou. Il épouse le 2 août 1943 Clémence Bruireu dont l’union est demeurée sans postérité. Deux enfants leur seront donnés : Louis, décédé à 19 ans et Eléonore, fille du grand chef Bouquet. Fervent croyant, Louis-Léopold Djiet est l’héritier de l’histoire d’un clan dont le nom signifie « le petit sentier qui conduit à l’allée centrale ».
Dans la langue Arho, Nédoa pourrait se traduire par « l'endroit où germent les jeunes pousses » et serait synonyme de pépinière. Une pépinière, où à l'ombre d'une présence attentive et protectrice, s'élève la jeunesse, qui à force de travail régulier et d'efforts consentis, grandira physiquement et s'élèvera moralement. Louis Léopold Djiet a consacré sa vie à sa terre : La Nouvelle-Calédonie. Et à celles et ceux qui la peuplent. Ses engagements et son dévouement au service de l'autre vont assurer l'enrichissement de son parcours personnel. Après une scolarité et une formation à la mission catholique d'Azareu, il devient instituteur de l'enseignement et officie à Azareu, Maré et Pouébo. Fidèle lieutenant du grand chef Vincent Bouquet, Djiet est un notable coutumier qui œuvre également à l'amélioration de la condition mélanésienne et à la promotion des vertus cardinales de la coutume : respect, travail et discipline.
C'est tout logiquement, qu'il s'engage dans la vie politique de son pays et de sa commune aux élections territoriales de février 1953 et aux municipales d'octobre 1954 et de 1961. Élu au conseil municipal de Bourail de 1961 à 1971, il travaille et apporte son humble contribution à l'édification d'une nouvelle société calédonienne. Il participe à la genèse du mouvement de l'Union calédonienne dès 1953.
Reconnu par tous et souvent consulté pour l'étendue de son savoir et sa grande connaissance de l'histoire des clans et des chefferies de Bourail, Louis-Léopold Djiet est considéré comme un homme de culture et de sagesse.
Le vieux Djiet s'éteint le 1er décembre 1986 à l'âge de 81 ans. Il repose dans le petit cimetière de Borégahou.

## Hommage
Le 3 avril 2009, sur proposition de la mairie de Bourail et en accord avec les institutions et services compétents, le collège public de Bourail est dénommé « collège Louis-Léopold Djiet » 25 ans après son ouverture au cours d'une cérémonie empreinte d'émotion et de ferveur placée sous le signe de l’hommage. Elle réunit le président de la province Sud, le vice-recteur, le maire, les autorités coutumières, la communauté scolaire, les familles et les proches de l’« homme de sagesse de culture et de savoir ».

## Décoration
- Chevalier de l'ordre national du Mérite

## Référence
1. ↑  http://collegebourail.net23.net/index.php?option=com_content&view=article&id=68:inauguration-du-college-ll-djiet-&catid=1:latest-news